# فلاح مندكار
الشيخ فلاح بن إسماعيل بن أحمد مندكار والمكني ب أبو محمد (1950 - 22 أكتوبر 2020) هو دكتور وعالم دين وأستاذ في كلية الشريعة والدراسات الإسلامية في دولة الكويت.

## نسبه ونشأته وحياته
هو الشيخ فلاح بن إسماعيل بن أحمد بن مندكار ، ولد في عام 1950م في دولة الكويت. وهو من مدرسة أهل الحديث الأثرية السلفية. وقد بدأ في طلب العلم بعد تخرجه من جامعة الكويت وعمل مدرساً للغة الإنجليزية وهو في سن الشباب وله من العمر 26 عاماً ولكنه ترك عمله راغباً في طلب العلم والهجرة إلى أهل العلم للأخذ عنهم، فترك تدريس اللغة الإنجليزية وقام بالتسجيل في الجامعة الإسلامية في المملكة العربية السعودية ليستأنف الدارسة الجامعية من جديد ليبدأ الدراسة الشرعية وطلب العلم في المدينة النبوية في عام 1976 م. فلازم العلماء فيها 15 عشر عاماً وهو يقوم بتحصيل الشهادة الجامعية وشهادتي الماجستير والدكتوراه وأخذ عنهم العقيدة والفقه وأصول الفقه والقواعد الفقهية والنحو والصرف والبلاغة والحديث ومصطلح الحديث والتجويد. . وُلد عام 1950م في دولة الكويت.

## دراسته ومؤهلاته
درس مندكار في الجامعة الإسلامية ونال شهادة البكالوريوس ونال فيها على درجة الأمتياز وشهادة الماجستير وكانت رسالته في تحقيق ثلاث من شعب الإيمان للحافظ البيهقي، ونال فيها على درجة الأمتياز. وشهادة الدكتوراه وكانت رسالته بعنوان العلاقة بين التصوف والتشيع وقد نال فيها على درجة الامتياز مع مرتبة الشرف الأولى.

## جهوده العلمية والدعوية
لمندكار جهود علمية ودعوية متميزة. فقد كانت له مشاركات كثيرة في الدورات العلمية والأنشطة الدعوية التي تقام في الكويت التي استفاد منها طلاب العلم حرصاً منه على بذل العلم لطلابه. كما شارك في العديد من الندوات العلمية والدعوية داخل الكويت وخارجها والتي كان لها أثر كبير في الدعوة إلى الله. وقد تميز الشيخ بالنشاط العلمي والإقبال على تدريس كتب أهل السنة والجماعة في الأعتقاد.
ومن الكتب التي درسها ولا زال يقوم بتدريس بعضها الأصول الثلاثة، كشف الشبهات، الأصول الستة – فتح المجيد – شرح العقيدة الواسطية للشيخ صالح الفوزان – الفتوى الحموية – شرح العقيدة الطحاوية لابن أبي العز – شرح السنة للبربهاري – الشريعة للآجري – العدة شرح العمدة – الأربعين النووية.

### منهجه في التدريس
تميز مندكار بأسلوب فريد في التدريس ومن أهم ما يميز الشيخ في تدريسه : تحقيق المسائل العلمية في الأعتقاد بذكر أقوال السلف وأهل السنة في هذه المسائل وذكر أقوال شيخ الإسلام ابن تيمية والمحققين. التأصيل العلمي لمسائل الأعتقاد بوضع القواعد العامة لمنهج السلف في العقيدة في باب الأسماء والصفات وغيرها. وذكر أقوال الفرق المخالفة لأهل السنة والجماعة – من الفلاسفة الجهمية والمعتزلة والأشاعرة والصوفية وغيرهم – في مسائل الأعتقاد والرد عليها من الكتاب والسنة ولغة العرب وأقوال السلف وأهل السنة المتأخرى ن. وكثيراً ما ينقل الشيخ عن مشايخه الذين درس عليهم العلم أقوالهم وترجيحاتهم في مسائل الأعتقاد التي يتطرق إليها في شرحه.
وكذلك ضبطه لنصوص الكتاب المشروح، وذلك يتبين جلياً في شرح الشريعة للآجري وشرح العقيدة الطحاوية لابن أبي العز. وذكر أقوال الفقهاء والمحدثين والمحققين من أهل العلم ومذاهبهم في شرحه للمسائل الفقهية والتدليل على مذاهبهم من الكتاب والسنة وسائر أدلة الأحكام ثم المقارنة في أقوال الفقهاء والترجيح بينها فيما يراه صواباً ونفع بعلمه.

## مهامه ووظائفه
تقلد الشيخ مندكار الكثير من المهام والواجبات العلمية والدعوية. كان أستاذ في كلية الشريعة بجامعة الكويت درس فيها مواد العقيدة الإسلامية. وهو مشارك في لجنة المناهج في وزارة التربية. وقد شارك في وضع المناهج الدينية في العقيدة في بعض مقررات التربية الإسلامية في وزارة التربية في دولة الكويت.[بحاجة لمصدر]

## شيوخه
درس على عدد كبير من العلماء ومنهم:
1. عبد العزيز بن عبد الله بن باز
2. محمد ناصر الدين الألباني
3. محمد بن صالح العثيمين
4. صالح الفوزان
5. عبد القادر بن حبيب الله السندي
6. حماد الأنصاري
7. محمد بن أمان الجامي
8. عبد الكريم بن مراد الأثري
9. عبد المحسن العباد
10. ربيع المدخلي
11. علي بن ناصر الفقيهي
12. عبد الصمد بن محمد الكاتب
13. عبيد الجابري
14. عبد الله الغنيمان
15. محمد بن المختار الشنقيطي
16. علي الحذيفي
17. أحمد بنتاويت الطنجي
18. علي بن سنان
19. أحمد بن معلوم الشنقيطي
20. الدكتور زين العابدين
21. عبد الله بن حمد الحماد
22. محمد بن حمود الوائلي
23. عبد الرؤوف اللبدي
24. عمر بن محمد فلاته
25. أبو بكر الجزائري
26. أحمد الأزرق
27. علي بن مشرف العمري
28. محمد بن رمضان المقري

## وفاته
توفي الشيخ في 22 أكتوبر 2020م الموافق 6 ربيع الأول 1442 هجريًا، عن عمر ناهز الـ70 عامًا متأثرًا بإصابته بفيروس كورونا.